# Patrick Tilley
Patrick Tilley (* 4. Juli 1928; † 25. Mai 2020) war ein britischer Autor, Grafikdesigner und Drehbuchautor.

## Lebenslauf
Nach seinem Kunststudium an der Universität von Durham ging er 1955 nach London, wo er zu einem erfolgreichen Grafikdesigner avancierte. Ab 1959 war er nebenberuflich als Schriftsteller tätig. Im Jahre 1968 gab er seinen Beruf als Designer auf, um fortan als Drehbuchautor tätig zu sein.
Sein erstes Buch Fade-Out wurde 1975 veröffentlicht und handelt von der Arbeitsweise von Regierung und Militär im Stil eines Techno-Thrillers. Es wurde in verschiedene Sprachen übersetzt.

## Werke

### Romane

#### Die Amtrak-Kriege / The Amtrak Wars
Alle übersetzt von Ronald M. Hahn.
- 1 Cloud Warrior, Sphere 1983, ISBN 0-7221-8516-2
  - Wolkenkrieger, Heyne 1990, ISBN 3-453-04316-2
- 2 First Family, Sphere 1985, ISBN 0-7221-8517-0
  - Erste Familie, Heyne 1990, ISBN 3-453-04317-0
- 3 Iron Master, Sphere 1987, ISBN 0-7221-8518-9
  - Eisenmeister, Heyne 1990, ISBN 3-453-04318-9
- 4 Blood River, Sphere 1988, ISBN 0-7474-0000-8
  - Blutiger Fluss, Heyne 1992, ISBN 3-453-05398-2
- 5 Death-Bringer, Sphere 1989, ISBN 0-7474-0001-6
  - Todbringer, Heyne 1992, ISBN 3-453-05399-0
- 6 Earth-Thunder, Sphere 1990, ISBN 0-7474-0002-4
  - Erdendonner, Heyne 1992, ISBN 3-453-05400-8
- Dark Visions: An Illustrated Guide to the Amtrak Wars, Sphere 1988, ISBN 0-7474-0270-1 (Sachbuch mit Fernando Fernandez)

#### Weitere Romane
- Fade-Out, William Morrow 1975, ISBN 0-688-02905-1
- Mission, Michael Joseph 1981, ISBN 0-7181-2094-9
- Xan, Grafton 1986, ISBN 0-586-06468-0
- Star Wartz, Orbit 1995, ISBN 1-85723-319-0

### Drehbücher
- Crane (1 Folge, 1964) TV-Folge (Drehbuch)
- Sturmhöhe (1970)
- Caprona – Die Rückkehr der Dinosaurier (1977)
- Das Haus des Satans (1978)